# Mannheim-Handelshafen
Mannheim Handelshaf – przystanek kolejowy w Mannheimie, w kraju związkowym Badenia-Wirtembergia, w Niemczech. Znajdują się tu 2 perony.